# Браун, Джордж (умер в 1483)
Джордж Браун (англ. George Browne; 1439/40, Бечворт, Суррей, Королевство Англия — 10 декабря 1483, Лондон, Королевство Англия) — английский рыцарь, член парламента. Был казнён за участие в восстании герцога Бекингема.

## Биография
Джордж Браун принадлежал к рыцарскому роду, представители которого владели землями в Кенте и Суррее, на юго-востоке Англии. Он родился в 1439 или 1440 году и стал вторым (но старшим из выживших) сыном сэра Томаса Брауна и Эленоры Фицалан. В 1460 году сэр Томас был казнён йоркистами как изменник, а семейные владения были конфискованы. Однако спустя два месяца Джордж был восстановлен в правах и получил земли отца. Его мать в 1461 году вступила во второй брак — с Томасом Воганом.
Браун сражался на стороне Йорков при Тьюксбери 4 мая 1471 года и на поле боя был посвящён в рыцари герцогом Кларенсом. Он заседал в парламенте как представитель Гилфорда (1472), графства Суррей (1478), Кентербери (1483). В 1480 году сэр Джордж стал шерифом Кента. В 1483 году, когда корону захватил Ричард III, Брауны оказались в оппозиции. Сэр Томас Воган был казнён в Понтефракте 25 июня, а сэр Джордж осенью того же года примкнул к восстанию герцога Бекингема. Вместе с ещё несколькими рыцарями он собрал в Кенте пятитысячную армию, рассчитывая объединить эти силы с войском герцога, набранным в Уэльсе и Марке. Однако восстание началось слишком рано, а Бекингем задержался из-за разлива рек. Вскоре повстанцы начали разбегаться. Браун был схвачен, приговорён к смерти как государственный изменник и обезглавлен в Лондоне вместе с сэром Роджером Клиффордом (4 декабря). Его похоронили в церкви Блэкфрайерс.

## Семья
В 1471 году сэр Джордж женился на Элизабет Пастон, дочери Уильяма Пастона и Агнес Берри, вдове Роберта Пойнингса. В этом браке родились:
- Мэтью (1476—1543)[3];
- Джордж;
- Мэри[4].